# Jorge Marazu
Jorge Juan Hernández Marazuela (Ávila, 24 de enero de 1986), conocido artísticamente como Jorge Marazu o simplemente Marazu, es un cantante y compositor español.

## Trayectoria artística
Marazu es originario de Blascosancho, donde vivió hasta los once años, cuando se fue a vivir a la ciudad de Ávila. Después de algunos proyectos musicales, publicó en 2012 La colección de relojes, producido por Basilio Martí. En 2014 estrenó La Ruta de los Colmaos, un espectáculo que crea y desarrolla de la mano del músico mallorquín Toni Brunet, en el que junto a toda una banda se embarcan en un recorrido por los clásicos de la copla, haciendo algunos guiños al tango, la zamba o el son cubano, todo desde un enfoque personal y actualizado. En diciembre de 2014 recibió en su ciudad natal el premio Sapere Aude a las artes.
En junio de 2015 lanzó Escandinavia, su segundo álbum autoeditado y producido también por Toni Brunet, y recibió el reconocimiento de la crítica musical y figurando como uno de los mejores discos del año en medios como Mondosonoro. En 2016 continuó con la gira presentación de Escandinavia por España y México. Además en 2016 compuso el tema "Una vida" para Raphael, que incluyó en su disco Infinitos bailes"/. En 2017 Marazu publicó su tercer disco Lumínica. En 2020 llegó La gran belleza.
También ha escrito canciones para artistas como Pasión Vega, Sergio Dalma (Miedo, Recuerdo crónico), Pedro Guerra o Mäbu, además de escribir canciones para cine en películas dirigidas por David Trueba o David Galán Galindo. Marazu ha compartido escenario con artistas como Miguel Poveda, Pablo Milanés, Vanesa Martín o Rozalén, entre otros. En 2024 participó en el programa concurso de TVE La bien cantá, en el que interpretaba coplas, mostrando nuevamente su interés por el género y su faceta como intérprete, ya que hasta entonces era más reconocido como compositor para otras voces. Marazu llegó a la final y quedó en segunda posición.
En enero de 2025 publicó su quinto disco con el título La casa, primero en edición digital y posteriormente en elepé; diez temas propios con referencias a la canción ligera de los años 50 y 60.

## Discografía
- La colección de relojes (2012)
- Escandinavia (2015)
- Lumínica (2017)
- La gran belleza (2020)
- La casa (2025)